# Klutschak Peninsula
Klutschak Peninsula är en halvö i Kanada.   Den ligger i territoriet Nunavut, i den nordöstra delen av landet, 2 800 km nordväst om huvudstaden Ottawa.
Trakten runt Klutschak Peninsula består i huvudsak av gräsmarker.